# Мадаев, Омонулла
Омонулла Мадаев (узб. Omonulla Madaev; 20 мая 1942 года, Ташкент, Узбекская ССР — 2 марта 2019 года, Ташкент, Узбекистан) — советский и узбекский литературовед, преподаватель. Он был кандидатом филологических наук, доцентом, профессором Национального университета Узбекистана и автором сотни научных статей по узбекской литературе и педагогике.

## Биография
В 1964 году окончил филологический факультет Ташкентского государственного университета (ныне Национальный университет Узбекистана). В 1958 году работал учителем школы интерната № 1, в 1964 году работал учителем средней школы № 82 города Ташкент. В 1973 году защитил кандидатскую работу на тему: «Особенности хорезмского народного эпоса».
С 1982 года доцент кафедры узбекской классической литературы Ташкентского государственного университета. Затем был деканом факультета журналистики Национального университета Узбекистана и до 2015 года преподавал «Историю узбекской литературы» на факультете.
Мадаев награждён званиями Отличник образования, Отличник народного образования Узбекистана. А также за вклад в развитие узбекской литературы награждён орденом «Дустлик».

## Творчество
Он является автором многих научных и методических работ по узбекской литературе и педагогике. В 1989 году он написал книгу на узбекском языке «Иншо қандай ёзилади?» (Как написать сочинение?). Мадаев является автором школьных учебников для 7-х и 9-х классов по предмету «Ватан адабиёти» (Родная литература). В 1998 году он издал книгу «Алпомиш билан суҳбатлар» (Беседы с Алпомышем). В 2001 вышла в свет книга «Ўзбек халқ оғзаки ижоди» (Узбекское устное народное творчество), которая получила широкую популярность.

## Примечание
1. ↑  Скончался известный литературовед Омонулла Мадаев. www.xabar.uz. Дата обращения: 24 января 2020. Архивировано 5 марта 2019 года.
2. ↑  Kun uz. Скончался известный литературовед Омонулла Мадаев. Kun.uz. Дата обращения: 24 января 2020. Архивировано 6 марта 2019 года.
3. ↑  Таниқли адабиётшунос Омонулла Мадаев вафот этди (узб.). sof.uz. Дата обращения: 24 января 2020.